# 阿希瓦拉
阿希瓦拉（Ahiwara），是印度恰蒂斯加尔邦Durg县的一个城镇。总人口18744（2001年）。

## 人口
该地2001年总人口18744人，其中男性9547人，女性9197人；0—6岁人口2738人，其中男1354人，女1384人；识字率66.22%，其中男性为76.28%，女性为55.78%。